# Carlos Gomes
Carlos Gomes är en kommun i Brasilien.   Den ligger i delstaten Rio Grande do Sul, i den södra delen av landet, 1 400 km söder om huvudstaden Brasília. Antalet invånare är 1 607. Arean är 83 kvadratkilometer.
Terrängen i Carlos Gomes är huvudsakligen lite kuperad.
I omgivningarna runt Carlos Gomes växer huvudsakligen savannskog. Runt Carlos Gomes är det ganska glesbefolkat, med 27 invånare per kvadratkilometer.